# زاكين (سياهو)
زاکین (بالفارسية: زاکین) هي قرية تقع في إيران في قسم سياهو الريفي. يقدر عدد سكانها بـ 563 نسمة بحسب إحصاء 2016.